# 仁宫乡
仁宫乡，是中华人民共和国浙江省丽水市青田县下辖的一个乡镇级行政单位。

## 行政区划
仁宫乡下辖以下地区：
钓滩村、彭湖村、红花村、朱山村、大奕村、寺岙村、小奕村、密溪村、仁宫村、孙前村和桃坳村。